# 오경주 (희극인)
오경주(1984년 1월 19일 ~ )은 대한민국의 희극 배우다.

## 출연작

### 방송
- 개그야 (MBC)
- 개그1 (SBS)
- 하땅사 (MBC)